# Zlatko Vujović
Zlatko Vujović (ur. 26 sierpnia 1958 w Sarajewie) – piłkarz chorwacki grający na pozycji napastnika. Ma brata-bliźniaka, Zorana, także reprezentanta kraju.

## Kariera klubowa
Vujović urodził się w bośniackim mieście Sarajewo. Karierę piłkarską rozpoczął jednak w Chorwacji, w klubie Hajduk Split. Po występach w drużynach juniorskich w 1976 roku awansował do kadry pierwszej drużyny Hajduka i w jego barwach zadebiutował w pierwszej lidze jugosłowiańskiej. W swoim pierwszym sezonie spędzonym w dorosłej drużynie Hajduka został zdobywcą jugosłowiańskiego pucharu. W wyjściowym składzie klubu ze Splitu zaczął występować w sezonie 1978/1979 i wtedy też po raz pierwszy w karierze został mistrzem jugosłowiańskiej ligi. W 1981 roku został wybrany Piłkarzem Roku w Jugosławii. W 1984 roku ponownie zdobył krajowy puchar, a w sezonie 1984/1985 roku z 25 golami na koncie został królem strzelców ligi. W zespole Hajduka grał do końca sezonu 1985/1986, a łącznie wystąpił w nim 240 razy i strzelił 101 bramek.
Latem 1986 roku Vujović wyjechał z Jugosławii i trafił do Francji. Został zawodnikiem klubu tamtejszej Division 1, Girondins Bordeaux. W zespole „Żyrondystów” także był podstawowym zawodnikiem i występował w ataku z Francuzem Philippe’em Fargeonem, a do Bordeaux trafił także jego brat bliźniak Zoran. W 1987 roku wywalczył z Girondins mistrzostwo Francji, a także sięgnął po Puchar Francji. W 1988 roku Vujović zmienił barwy klubowe i przeszedł do AS Cannes, w którym grał ze swoimi trzema rodakami: bratem, Dušanem Saviciem i Boro Primoracem.
W 1989 roku Vujović podpisał kontrakt z drużyną Paris Saint-Germain. Obok rodaka Safeta Sušicia był czołowym strzelcem zespołu i przez w kolejnych dwóch sezonach zdobywał po 10 goli. W 1991 roku odszedł z PSG do FC Sochaux-Montbéliard, ale tam był mniej skuteczny niż w paryskim klubie. W sezonie 1992/1993 występował w drugoligowym OGC Nice, a po jego zakończeniu zrezygnował z kontynuowania swojej sportowej kariery.
| Sezon   | Klub                   | Kraj       | Rozgrywki  | Mecze | Bramki |
| ------- | ---------------------- | ---------- | ---------- | ----- | ------ |
| 1976/77 | Hajduk Split           | Jugosławia | Prva liga  | 15    | 1      |
| 1977/78 | Hajduk Split           | Jugosławia | Prva liga  | 22    | 2      |
| 1978/79 | Hajduk Split           | Jugosławia | Prva liga  | 25    | 9      |
| 1979/80 | Hajduk Split           | Jugosławia | Prva liga  | 28    | 11     |
| 1980/81 | Hajduk Split           | Jugosławia | Prva liga  | 31    | 11     |
| 1981/82 | Hajduk Split           | Jugosławia | Prva liga  | 30    | 15     |
| 1982/83 | Hajduk Split           | Jugosławia | Prva liga  | 4     | 0      |
| 1983/84 | Hajduk Split           | Jugosławia | Prva liga  | 25    | 9      |
| 1984/85 | Hajduk Split           | Jugosławia | Prva liga  | 34    | 25     |
| 1985/86 | Hajduk Split           | Jugosławia | Prva liga  | 26    | 18     |
| 1986/87 | Girondins Bordeaux     | Francja    | Division 1 | 35    | 12     |
| 1987/88 | Girondins Bordeaux     | Francja    | Division 1 | 30    | 8      |
| 1988/89 | AS Cannes              | Francja    | Division 1 | 34    | 18     |
| 1989/90 | Paris Saint-Germain    | Francja    | Division 1 | 29    | 10     |
| 1990/91 | Paris Saint-Germain    | Francja    | Division 1 | 33    | 10     |
| 1991/92 | FC Sochaux-Montbéliard | Francja    | Division 1 | 23    | 4      |
| 1992/93 | OGC Nice               | Francja    | Division 2 | 28    | 17     |

## Kariera reprezentacyjna
W reprezentacji Jugosławii Vujović zadebiutował 1 kwietnia 1979 roku w wygranym 3:0 spotkaniu z Cyprem, rozegranym w ramach eliminacji do Euro 80. W meczu tym zdobył 2 gole. W 1982 roku Miljan Miljanić powołał go do kadry na Mistrzostwa Świata w Hiszpanii. Tam Zlatko wystąpił w trzech spotkaniach swojej drużyny: z Irlandią Północną (0:0), z Hiszpanią (1:2) i z Hondurasem (1:0)
W 1984 roku Zlatko wystąpił na Euro 84. Tam, podobnie jak 2 lata wcześniej, był podstawowym zawodnikiem swojej drużyny i zagrał we wszystkich meczach, przegranych 0:2 z Belgią, 0:5 z Danią i 2:3 z Francją, jednak Jugosłowianie nie wyszli z grupy. Swój ostatni turniej w karierze rozegrał w 1990 roku. Wówczas na Mundialu we Włoszech grał w każdym meczu „Plavich”: z RFN (1:4), z Kolumbią (1:0), ze Zjednoczonymi Emiratami Arabskimi (4:1), w 1/8 finału z Hiszpanią (2:1 po dogrywce) oraz w ćwierćfinale z Argentyną (2:3 po dogrywce). Ostatni mecz w kadrze narodowej rozegrał w listopadzie 1990 przeciwko Danią (2:0). Łącznie wystąpił w niej 70 razy i zdobył 25 goli.